# Indigo Jazz and Blues Festival
Indigo Jazz and Blues Festival is een internationaal jazz- en bluesfestival, dat gehouden wordt in Bengaluru, India.
Op het eendaagse festival, dat plaats heeft in december, spelen zowel Indiase musici als 'buitenlandse' artiesten. Het wordt georganiseerd door Radio Indigo en werd in 2016 voor de vierde keer gehouden.